# Dežela Punt
Dežela Punt (egipčansko pwnt, alternativno branje Puene(t)) je bila starodavno kraljestvo. Bila je trgovski partner Starega Egipta, znana po proizvodnji in izvozu zlata, dišečih smol, črnega lesa Dalbergiae melanoxylon, ebenovine, slonovine in divjih živali.  Dežela je znana iz staroegipčanskih zapisov o trgovskih odpravah vanjo. Punt je morda istoveten z deželo Opone, znane iz kasnejših grških zapisov.  Nekateri biblicisti Punt  enačijo s svetopisemsko deželo Put.
Punt se v egipčanskih virih včasih omenja kot Ta netjer (tꜣ nṯr) - Dežela boga.  Večina sodobnih znanstvenikov je prepričana, da je bil Punt jugovzhodno od Egipta, najverjetneje v obalnem delu sedanjega Džibutija, Eritreje, severovzhodne Etiopije, Somalije in obalnega dela Sudana. Mogoče je tudi, da je Punt obsegal Afriški rog in južno Arabijo. Na skrajnem vrhu Afriškega roga je somalska upravna enota Dežela Punt.

## Egipčanske odprave v Punt
Najstarejšo dokumentirano staroegipčansko odpravo v Punt je organiziral faraon Sahure iz Pete dinastije (25. stoletje pr. n. št.). Zlato iz Punta je dokazano prihajalo v Egipt že med vladanjem faraona  Keopsa iz Četrte dinastije (26. stoletje pr. n. št.).
Več odprav v Punt je bilo organiziranih v Šesti, Enajsti, Dvanajsti in Osemnajsti dinastiji. Trgovanje s Puntom je opisano tudi v priljubljeni Zgodbi o brodolomcu. 
Med vladanjem Mentuhotepa III. (Enajsta dinastija, okoli 2000 pr. n. št.) je uradnik Hannu organiziral eno ali več potovanj v Punt, vendar ni jasno, ali se jih je udeležil tudi on.  Uspešne odprave v Punt so organizirali tudi faraoni Senusret I., Amenemhet II. in Amenemhet IV.
Kraljica Hačepsut (Osemnajsta dinastija) je na Rdečem morju zgradila ladjevje, ki je olajšalo trgovanje med vrhom Akabskega zaliva in Puntom. Hačepsut sama je organizirala najslavnejšo egipčansko odpravo v Punt. Elat (sodoni Eilat) na skrajnem severu Akabskega zaliva je postal trgovsko središče, v katerem so trgovali z bitumnom, bakrom, graviranimi amuleti, nafto in drugimi dobrinami, ki so prihajale s severa vse od Mrtvega morja, in kadilom in miro, ki sta prihajala z juga.
Zapis o odpravi petih ladij se je ohranil v njenem pogrebnem templju v Deir el-Bahariju. Zapis pravi, da je tja poslala svojega kanclerja Nehsija, da bi »pobral davke od ljudstev, ki so prisegla zvestobo egipčanskemu faraonu«, v resnici pa je šlo za povsem trgovsko odpravo. Razen tega Nehsijeva odprava ni bila kdo ve kako pogumno dejanje, ker ga je spremljalo najmanj pet ladij z egipčanskimi  mornariškimi pešaki.  V Puntu ga je toplo sprejel lokalni poglavar«. Punt ni trgoval samo s svojimi proizvodi, kadilom, ebenovino in živino, ampak tudi z afriškimi dobrinami, vključno z zlatom, slonovino in živalskimi kožami. Zapisi iz templja pričajo da sta v devetem letu Hačepsutinega vladanja v Puntu vladala kralj Parahu in kraljica Ati.
Egipčani so bili slabo seznanjeni z nevarnostmi dolgega pomorskega potovanja do Punta, zato se zdi, da je bilo primerljivo s sedanjim potovanjem na Luno. Nagrada za tveganje je morala biti temu primerno velika. Egipčansko trgovanje s Puntom sta nadaljevala tudi Hačepsutina naslednika iz Osemnajste dinastije Tutmoz III. in Amenhotep III. Trajalo je vse do začetka Dvajsete dinastije in se končalo s koncem Novega kraljestva. Papirus Haris I je izviran dokument, ki podrobno opisuje dogodke med vladanjem Ramzesa III. iz zgodnje Dvajsete dinastije. Eden od njih je bila odprava v Punt in njena vrnitev:
Srečno so prispeli v puščavsko deželo Koptos. Zasidrali so se v miru in raztovorili blago, ki so ga pripeljali. Za potovanje po kopnem so ga natovorili na osle in ljudi in ga v pristanišču v Koptosu ponovno vkrcali  na ladje. Blago in ljudi so poslali po Nilu navzdol. Na cilju jih je dočakal slavnosten sprejem in v faraonovi prisotnosti so raztovorili blago.
Po koncu Novega kraljestva je Punt postal pravljična dežela mitov in legend.

## Lokacija
Večinsko mnenje, ki postavlja Punt v severovzhodno Afriko, temelji na dejstvu, da bi se  proizvodi iz  Punta, prikazani na Hačepsutinih ilustracijah, v obilju našli na Afriškem rogu, v Arabiji pa manj pogosto ali sploh ne. Proizvodi, vključno z zlatom, dišečimi smolami, ebenovino in divjimi živalmi, na ilustracijah so žirafe, pavijani, nilski konji in leopardi, izvirajo predvsem iz Afrike. Vse to kaže, da je Punt spadal bolj v Afriko kot v Arabijo.
Dimitri Meeks se s tem mnenjem ne strinja in omenja starodavne napise, ki umeščajo Punt na zahodno obalo Arabskega polotoka od Akabskega zaliva do Jemena.
Genetske raziskave, opravljene leta 2010 na  mumificiranih ostankih pavijanov, pripeljanih v Egipt iz Punta, so pokazale njihovo veliko sorodnost s pavijani iz Etiopije in Eritreje in ne Somalije. Znanstvenki na žalost niso opravili primerjav s pavijani iz Jemena, vendar domnevajo, da bi zaradi njihove sorodnosti s pavijani iz Jemena in Somalije dobili zelo podobne rezultate.  Znanstveniki so leta 2015 zaključili, da so pavijani iz Egipta najverjetneje izvirali iz vzhodne Somalije in koridorja Eritreja-Etiopija.
Junija 2018 so poljski arheologi, ki so od leta 1961 raziskovali Hačepsutin tempelj, na reliefu, ki prikazuje odpravo v Punt, odkrili edini prikaz  ptiča tajnika  (Sagittarius serpentarius) v Egiptu. Ptič živi samo na odprtih travnatih planjavah in savahah v Sudanu, Etiopiji, Eritreji, Džibutiju in Somaliji, v Arabiji pa ne.